# 尤利安·劳赫富斯
尤利安·劳赫富斯（德語：Julian Rauchfuß，1994年9月2日—），德国男子高山滑雪运动员。他曾代表德国参加2022年冬季奥林匹克运动会高山滑雪比赛，获得混合团体银牌。